# Pasijonska dediščina
Pasijonska dediščina (hrvaško Pasionska baština) je hrvaško društvo, ki neguje pasijonsko tradicijo z vsakoletnim pasijonskim praznovanjem v postnem času s kulturno-umetniškimi dogodki po vsej Hrvaški pod geslom "Pasijon kot neizčrpen navdih kulture". Potekajo od leta 1991. Je član Europassiona.
Pasijonske prazničnosti sestavljajo literarni, likovni, glasbeni, gledališki, filmski, fotografski in drugi kulturni dogodki (razstave, koncerti, predstavitve knjig), zbrani na temo Kristusovega trpljenja.

## Zunajne povezave
- Pasionska-bastina.hr, uradna stran